# Autobiographie d'un Yogi
Autobiographie d'un Yogi est une autobiographie de Paramahansa Yogananda (1893- 1952) publiée pour la première fois en 1946. Yogananda est né Mukunda Lal Ghosh à Gorakhpur, Inde, dans une famille Bengali.

## Présentation
L'Autobiographie d'un Yogi introduit le lecteur à la vie de Paramahansa Yogananda et ses rencontres avec les figures spirituelles d'Orient et d'Occident. Le livre commence par son enfance dans une vie de famille, à la découverte de son guru, pour devenir un moine et établir son enseignement de la méditation dans le Kriya Yoga. Le livre se poursuit en 1920, lorsque Yogananda accepte une invitation à prendre la parole dans un congrès religieux à Boston, Massachusetts, États-Unis. Il traverse ensuite l'Amérique, donnant des conférences et établissant ses enseignements à Los Angeles, en Californie. En 1935, il retourne en Inde en visite pour une durée d'un an. Quand il revient en Amérique, il continue l'établissement de ses enseignements, ainsi que l'écriture de ce livre.
Le livre est une introduction aux méthodes pour atteindre la réalisation de Dieu et à la pensée spirituelle de l'Orient, qui n'ont été disponibles que pour quelques-uns en 1946. L'auteur affirme que l'écriture du livre a été prophétisé depuis longtemps au dix-neuvième siècle par le maître Lahiri Mahasaya.
Il est imprimé depuis soixante-dix ans et traduit en quarante-cinq langues par le Self-Realization Fellowship (en). Il est acclamé comme un classique spirituel ainsi que le fait d'être désigné par Philip Zaleski (en), alors qu'il était sous les auspices de HarperCollins Publishers, comme l'un des « 100 plus importants livres spirituels du 20e siècle. » Il est inclus dans le livre 50 Spiritual Classics: Timeless Wisdom from 50 Great Books of Inner Discovery, Enlightenment and Purpose (50 classiques spirituels : la sagesse intemporelle de 50 grands livres de découverte intérieure, illumination et but) par Tom Butler-Bowdon. Selon le Projet Gutenberg, la première édition est dans le domaine public et au moins cinq éditeurs le réimpriment et quatre le postent gratuitement pour la lecture en ligne.

## Aperçu

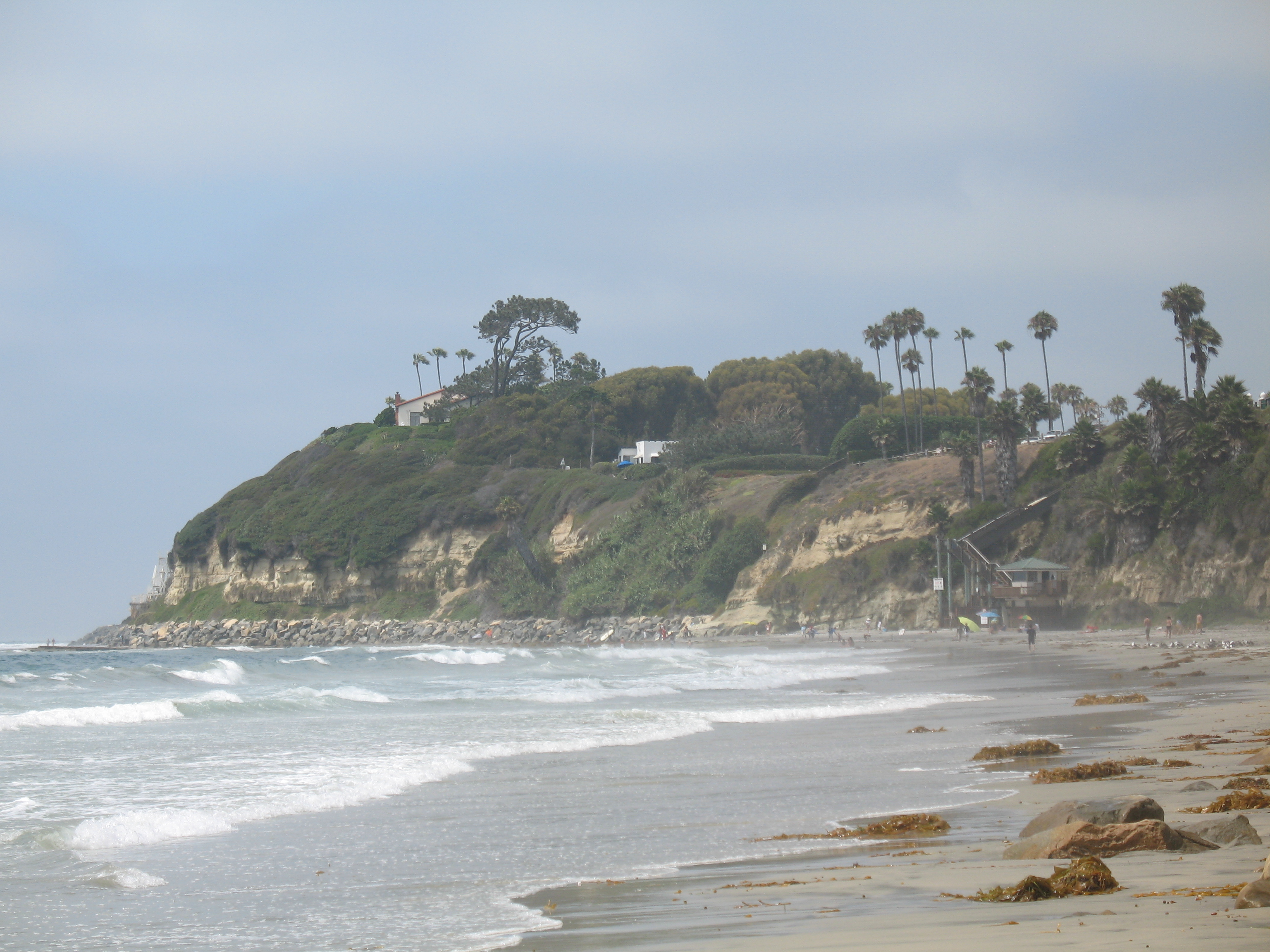
En regardant vers le nord le long de la plage de Swami à Encinitas, montrant une partie de l'ashram Self Realization Fellowship, y compris (à gauche) l'ermitage où Yogananda a écrit lAutobiographie d'un Yogi

L'Autobiographie d'un yogi commence par la description de l'enfance de Yogananda et la recherche de son guru, Yukteswar Giri, la création de sa première école, Yogoda Satsanga Brahmacharya Vidyalaya, son voyage en Amérique où il enseigne à des milliers de personnes, l'établissement du Self-Realization Fellowship et sa rencontre avec Luther Burbank, un célèbre botaniste à qui ce livre est dédié. Le livre nous emmène ensuite sur le retour de Yogananda d'Inde, en 1935, où il rencontre des leaders spirituels tels que Thérèse Neumann, en Bavière, la sainte Mâ Ananda Moyî, Mahatma Gandhi, Rabindranath Tagore, le lauréat du prix Nobel de physique Sir Chandrashekhara Venkata Râman et Giri Bala, « la femme yogi qui ne mange jamais ». Le lecteur retourne ensuite en Occident avec Yogananda, où il continue à établir ses enseignements en Amérique, y compris l'écriture de ce livre.
La préface est écrite par Walter Evans-Wentz, spécialiste d'Oxford d'anthropologie, écrivain pionnier dans l'étude du Bouddhisme tibétain et auteur du Livre Tibétain des Morts et du Grand Yogi Tibétain Milarépa. Dans la préface, écrit-il, « Son document de vie atypique est certainement l'un des plus révélateurs de la profondeur de l'esprit et du cœur hindou, et de la richesse spirituelle de l'Inde, jamais publié en Occident. »
Yukteswar Giri, le guru de Yogananda, lui parle d'une prédiction significative faite par Lahiri Mahasaya, le guru de Yukteswar. Yukteswar l'entend dire : « Près de cinquante ans après mon départ, ma vie sera écrite à cause d'un profond intérêt pour le yoga qui va se manifester en Occident. Le message yogique va faire le tour du monde et aider à établir la fraternité entre les hommes qui résulte de la perception directe de l'unique Père. » En 1945, cinquante ans après le départ de Lahiri Mahasaya en 1895, l'Autobiographie est terminée et prête pour la publication.
En 1999, l'Autobiographie d'un Yogi est désignée comme l'un des "100 Plus Importants Livres Spirituels du XXe siècle" par un groupe de théologiens et des sommités convoqués par l'éditeur HarperCollins. Selon Philip Goldberg, qui a écrit Américain Veda, « le Self-Realization Fellowship – qui représente l'héritage de Yogananda – est justifié d'utiliser le slogan "Le livre qui a changé les vies de millions de personnes". Il a vendu plus de quatre millions d'exemplaires ». L'Autobiographie d'un Yogi est le plus populaire des livres de Yogananda et la SRF a publié le livre en 45 langues.

## Accueil
Selon le biographe Henry Warner Bowden, l'Autobiographie a introduit la méditation et le yoga pour beaucoup d'Occidentaux. Il a inspiré des personnes comme Steve Jobs, cofondateur, président et PDG d'Apple Inc. Walter Isaacson, biographe, note que Jobs « l'a littéralement lu comme un adolescent, puis l'a relu en Inde et l'a relu une fois par an depuis ». Marc Benioff, PDG de Salesforce.com, raconte que lorsqu'il assiste au service commémoratif de Steve Jobs, où les participants repartent une petite boîte marron, « cela va être bon », pensais-je. « Je savais que c'était une décision qu'il avait prise, et quelle qu'elle soit, c'était la dernière chose à laquelle il voulait que nous pensions tous ». La boîte contenait une copie du livre.
George Harrison, guitariste des Beatles, a reçu son premier exemplaire de l'Autobiographie d'un Yogi de Ravi Shankar en 1966 et, selon John O'Mahony, « c'est là que son intérêt pour la culture védique et indienne a commencé. » Gary Wright, qui a écrit la chanson Dream Weaver (en), raconte : « En 1972, mon ami George Harrison m'a invité à l'accompagner dans un voyage en Inde. Quelques jours avant de partir, il m'a donné un exemplaire du livre Autobiographie d'un Yogi par Paramahansa Yogananda. Inutile de dire que le livre m'a profondément inspiré et je suis devenu totalement fasciné par la culture et la philosophie indiennes. Mon voyage a été une expérience que je n'oublierai jamais ».
L'actrice Mariel Hemingway dit qu'elle a été introduite à l'Autobiographie d'un Yogi par Peter Evans, un disciple direct de Yogananda. Elle a été « fasciné par l'Autobiographie d'un Yogi et a aimé toute la grande tradition hindoue de la recherche spirituelle... »
L'acteur Dennis Weaver donne un exemplaire du livre à Linda Evans, en disant qu'il a changé sa vie. Evans raconte que « à cause de Dennis, j'ai fait le premier pas dans ce qui deviendrait un voyage spirituel tout au long de ma vie ».
Andrew Weil, directeur du programme de Médecine Intégrative à l'Université de l'Arizona, a écrit le livre Bien Manger pour avoir une Santé Optimale. Il mentionne la lecture de l'Autobiographie d'un Yogi qui, il dit : « a éveillé en moi un intérêt pour le yoga et les philosophies religieuses indiennes. » Il continue : « Il est rempli de merveilleuses histoires d'un pays exotique ; quoi de plus étonnant que celle de Giri Bala, "une femme yogi qui ne mange pas" ».
Le travail a également attiré des commentaires moins favorables. Srinivas Aravamudan (en) décrit son contenu comme « territoire infesté de miracles » dont « la caractéristique unique la plus mémorable... est une insistance répétitive à occuper le miracle et le quotidien. L'autobiographie est un répertoire éclectique qui peut être doublé d'un guide du voyageur de la galaxie paranormale. » Aravamudan note le « marketing agressif » de la Yogoda Satsang et de la Self-Realization Fellowship, que Yogananda lui-même « a travaillé les médias de masse » et utilisé une technique décrite comme « guru anglais ». Il note que Yogananda était le collateur des témoignages qui visent à valider les miracles décrits qui apparaissent à un rythme d'environ un par page.
Selon Chris Welch et les lignes de notes sur l'album, Tales from Topographic Oceans, un album-concept enregistré par Yes, le groupe de rock progressif, a été inspiré par « une longue note de bas de page à la page 83 » de l'Autobiographie d'un Yogi. La note de bas de page décrit quatre Shastric (en) écritures qui couvrent la religion, l'art, la vie sociale, la médecine, la musique et l'architecture.
James Dudley, dans son livre Library Journal: Autobiographie d'un Yogi, écrit : « La narration magistrale de Yogananda incarne la tradition orale indienne avec son esprit, son charme et sa sagesse compatissante ».
Aujourd'hui, la lecture de l'Autobiographie d'un Yogi est devenue une condition préalable non officielle pour les étudiants potentiels des « Leçons pour l'étude à domicile » de la Self-Realization Fellowship, un ensemble de leçons, de réflexions et d'assignations que l'on peut lire et appliquer avant d'être initié au Kriya Yoga.

## Éditions
L'Autobiographie d'un Yogi a d'abord été imprimée en décembre 1946 par la Philosophical Library (en) jusqu'en 1953. En octobre 1953, la Self-Realization Fellowship, l'organisation de Yogananda, a acquis les droits du livre et a imprimé le livre depuis lors incluant sa traduction en 45 Langues. Selon le Projet Gutenberg, la première édition de l'Autobiographie d'un Yogi est dans le domaine public aux États-Unis.
De nombreuses éditions de l'Autobiographie d'un Yogi ont été imprimées, y compris les suivantes :

### Philosophical Library
Les quatre premières éditions aux États-Unis ont été publiées par la Philosophical Library.
- Autobiographie d'un Yogi (1re édition). New York : la Philosophical Library. 1946. 498 pages. (LCCN 47000544)[34].
- Autobiographie d'un Yogi (2e édition). New York : la Philosophical Library. 1949.
- Autobiographie d'un Yogi (3e, édition élargie). New York : la Philosophical Library. 1951. (OCLC 6847023)[35].
- Autobiographie d'un Yogi (4e édition). New York : la Philosophical Library. 1952. (OCLC 7102414)[36].

### Rider
Les éditions britanniques ont été publiées par Rider (en) depuis 1949.
- Autobiographie d'un Yogi, (1re Édition Londres). Londres, New York : Rider. 1949. 403 pages. (OCLC 788538289).
- Autobiographie d'un Yogi, Londres, New York: Rider. 1950. 403 pages. (LCCN 58018867)[37]. (OCLC 7060654)[38].
- Autobiographie d'un Yogi, (2e édition). Londres : Rider. 1952. 403 pages.  (ISBN 978-0-09-021052-7). (OCLC 62434213)[39].
- Autobiographie d'un Yogi, (3e Édition). Londres : Rider. 1953. 403 pages. (OCLC 500094560)[40].
- Autobiographie d'un Yogi, (4e Édition). Londres : Rider. 1955. 403 pages. (OCLC 504109437)[41].
- Autobiographie d'un Yogi, (5e Édition). Londres : Rider. 1958. 403 pages. (OCLC 271700247)[42].
- Autobiographie d'un Yogi, (6e Édition). Londres : Rider.
- Autobiographie d'un Yogi, (7e Édition). Londres : Rider.
- Autobiographie d'un Yogi, (nouvelle édition). Londres : Rider. 1969. 403 pages.  (ISBN 0-09-021052-2). (LCCN 73385771)[43].
- Autobiographie d'un Yogi, Londres : Rider. 1969.  (ISBN 0-09-021051-4).
- Autobiographie d'un Yogi, Londres : Rider. 1973. 403 pages. (OCLC 481614957)[44].
- Autobiographie d'un Yogi, (nouvelle édition). Londres : Rider. 1996. 591 pages.  (ISBN 978-0-7126-7238-2). (OCLC 36084750)[45].

### Self-Realization Fellowship / Yogoda Satsanga Society of India
La Self-Realization Fellowship a publié le livre aux États-Unis depuis la 5e édition de 1954.
- Autobiographie d'un Yogi, (5e Édition). Los Angeles : Self-Realization Fellowship. 1954. 501 pages. (OCLC 271420169)[46].
- Autobiographie d'un Yogi, (6e Édition). Los Angeles : Self-Realization Fellowship. 1955. 514 pages. (OCLC 546634)[47].
- Autobiographie d'un Yogi, (7e Édition). Los Angeles : Self-Realization Fellowship. 1956. 514 pages. (OCLC 459188400)[48].
- Autobiographie d'un Yogi, (8e Édition). Los Angeles : Self-Realization Fellowship. 1959. 514 pages. (LCCN 68039787)[49].
- Autobiographie d'un Yogi, (9e Édition). Los Angeles : Self-Realization Fellowship. 1968. 514 pages. (LCCN 68017564)[49].
- Autobiographie d'un Yogi, (10e Édition). Los Angeles : Self-Realization Fellowship. 1969. 514 pages. (LCCN 69011377)[50].
- Autobiographie d'un Yogi, (11e Édition). Los Angeles : Self-Realization Fellowship. 1971. 516 pages.  (ISBN 0-87612-075-3). (LCCN 78151319)[51].
- Autobiographie d'un Yogi, (12e Édition). Los Angeles : Self-Realization Fellowship. 1981. 499 pages.  (ISBN 0-87612-080-X). (LCCN 80052927)[52].
- Autobiographie d'un Yogi, (Édition anniversaire). Los Angeles Self-Realization Fellowship. 1997. 588 pages.  (ISBN 0-87612-086-9). (LCCN 00265526)[53].
- Autobiographie d'un Yogi, (13e Édition). Los Angeles : Self-Realization Fellowship. 1998. 594 pages.  (ISBN 0-87612-082-6).
- Autobiographie d'un Yogi, Inde : Yogoda Satsanga Society of India. 2001. 566 pages.  (ISBN 978-81-7224-121-6).
- Autobiographie d'un Yogi, (Édition collector). Inde : Yogoda Satsanga Society of India. 530 pages.  (ISBN 978-81-89955-20-5).

### Jaico
Une édition indienne a été publiée par Jaico.
- Autobiographie d'un Yogi, Bombay : Jaico. 1975. 512 pages. (OCLC 756741285)[54].

### Réimpression de la1reédition
La première édition, qui est dans le domaine public d'après le Projet Gutenberg, a été plus récemment réimprimée par un certain nombre d'éditeurs.
- Autobiographie d'un Yogi, Nevada City, CA : Crystal Clarity Publishers. 1995 [1946]. 481 pages.  (ISBN 1-56589-108-2). (LCCN 99165624)[55].
- Autobiographie d'un Yogi, Lexington, KY : Empire Books. 2012 [1946]. 301 pages.  (ISBN 978-1-61949-125-0). (OCLC 775010799)[56].
- Autobiographie d'un Yogi, Gardners Books. 2003 [1946].  (ISBN 978-81-207-2524-9). (OCLC 221178768)[57].
- Autobiographie d'un Yogi, Mumbai : Jaico 1997 [1946]. 498 pages.  (ISBN 978-81-7224-660-0). (OCLC 796041504)[58].
- Autobiographie d'un Yogi, Whitefish, MT : Kessinger. 2004 [1946]. 452 pages.  (ISBN 978-1-4191-0843-3). (OCLC 752308536)[59].
- Autobiographie d'un Yogi, New Delhi, Inde : Sterling Publishers. 2003 [1946].  (ISBN 978-81-207-2524-9).

## Adaptations et traductions
L'Autobiographie est maintenant disponible dans une édition Kindle. Une version audio gratuite (15 CD) racontée par Ben Kingsley et publiée par la Self-Realization Fellowship (2004) est disponible en anglais et en allemand  (ISBN 0-87612-095-8). Elle est également offerte en téléchargement depuis iTunes.
La Self-Realization Fellowship a traduit le livre en 46 langues.

## Autres lectures
- Kriyananda (2010). Rescuing Yogananda. Nevada City, CA : Crystal Clarity Publishers.  (ISBN 978-1-56589-260-6).
- Self-Realization Fellowship. Yogananda's Wishes for Later Editions. Yogananda-srf.org. Self-Realization Fellowship.

### Éditions libres en ligne de la1reédition de 1946
- Crystal Clarity
- Gutenberg
- Holybooks